# متروی توئی
متروی توئِی (به ژاپنی: 都営地下鉄 Toei chika tetsu) یک شرکت راه‌آهن خصوصی در توکیو پایتخت ژاپن است. خطوط راه‌آهن این شرکت در حوالی مناطق ویژه توکیو فعالیت دارند. این شرکت در سال ۱۹۶۰ میلادی تأسیس شده‌است.

## خطوط متروی توئی

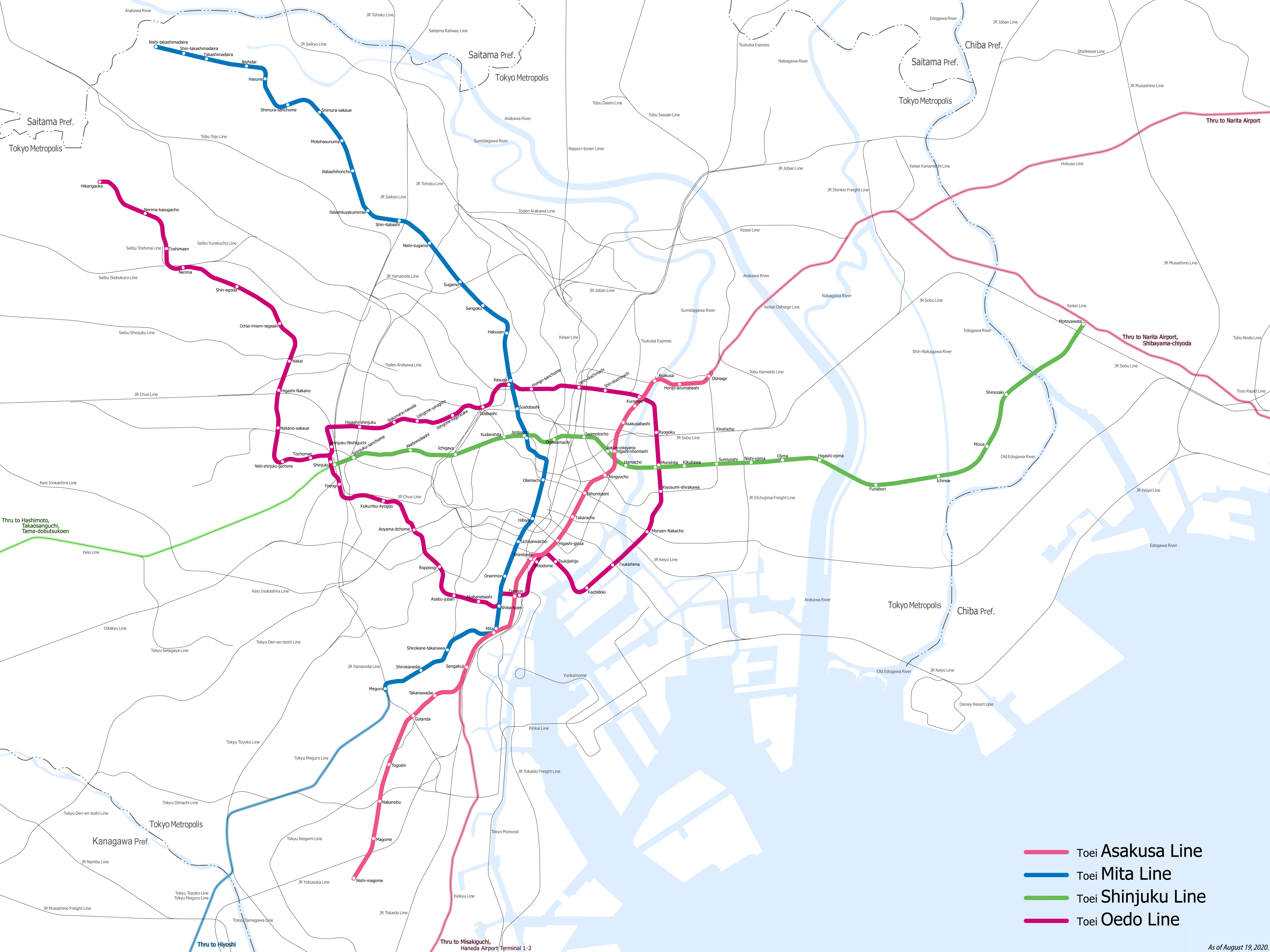
خطوط متروی توئی

| رنگ خط     | نشانه | نام خط     | به ژاپنی | مسیر                                                       | ایستگاه‌ها | فاصله        | آغاز فعالیت |
| ---------- | ----- | ---------- | -------- | ---------------------------------------------------------- | --------- | ------------ | ----------- |
| rose       |       | خط آساکوسا | 浅草線   | Nishi-Magome به Oshiage                                    | ۲۰        | ۱۸٫۳ کیلومتر | ۱۹۶۰        |
| blue       |       | خط میتا    | 三田線   | ایستگاه مگورو به Nishi-Takashimadaira                      | ۲۷        | ۲۶٫۵ کیلومتر | ۱۹۶۸        |
| leaf green |       | خط شینجوکو | 新宿線   | ایستگاه شینجوکو به Moto-Yawata                             | ۲۱        | ۲۳٫۵ کیلومتر | ۱۹۷۸        |
| ruby       |       | خط اوادو   | 大江戸線 | Hikarigaoka به Tochōmae via Tochōmae, Roppongi and Ryogoku | ۳۸        | ۴۰٫۷ کیلومتر | ۱۹۹۱        |